# 中山弟吾朗
中山 弟吾朗（なかやま だいごろう、1974年3月4日 - ）は、日本の俳優。大阪府出身。旧芸名、中山太吾朗。

## 出演

### ドラマ
- 火曜サスペンス劇場（日本テレビ）
  - 警部補 佃次郎第4話「仮説の行方」（1997年5月27日） - ホテル喫茶コーナー職員
  - 「妻たちの戦争」（2000年7月11日）
- 土曜ワイド劇場（テレビ朝日）
  - 25周年記念スペシャル 松本清張没後10年記念・黒の奔流「奥多摩強盗殺人」（2002年9月28日）
  - 「警視庁特捜刑事の妻」（2006年7月29日）
- 月曜ミステリー劇場・陰の季節6「刑事」（2003年9月15日、TBSテレビ）
- 金曜エンタテイメント「えなりかずきの少年探偵 事件でござる3」（2003年10月3日、フジテレビ）
- 水曜プレミア「ドラマ特別企画 つぐない」（2004年6月30日、TBSテレビ）
- 新春ドラマスペシャル 負け犬の遠吠え（2005年1月8日、日本テレビ）
- 終戦の日スペシャルドラマ「覚悟」戦場ジャーナリスト橋田信介物語（2005年8月15日、TBSテレビ）
- ブスの瞳に恋してる（2006年、フジテレビ）
- 水曜ミステリー9「銀座高級クラブママ青山みゆき2 ナニワクラブママ女帝バトル殺人事件」（2007年3月7日、テレビ東京）
- ありがとう、オカン（2008年10月7日、関西テレビ放送）

### 映画
- 汚い奴（1995年8月12日）
- 新・第三の極道III（1996年） - 正木礼次郎のボディーガード
- 実録外伝 武闘派黒社会（1999年） - 八十島
- ピカレスク 人間失格（2002年）
- サークルゲーム SURVIVAL （2002年） - 栄作
- サークルゲーム SURVIVAL 2 （2002年） - 栄作
- KUMISO 組葬（2002年）
- 新 影の軍団II（2003年） - 百地三郎
- サイドカーに犬（2007年） - 巡査
- 巨乳をビジネスにした男（2007年） -
- ヒカリサス海、ボクノ船（2008年）
- NIGHT☆KING ナイトキング（2008年）

### Vシネマ
- キタの帝王 闇の法廷伝説（1996年）
- 新 第三の極道 5 裏盃の逆襲（1997年）
- あばれブン屋（1998年）
- 首領への道 シリーズ（2002年）
  - 首領への道17（2002年） - 塚越一家組員 小川智也
  - 首領への道18（2002年）
- 仁義
  - 仁義36 反逆の銃弾（2003年）
  - 仁義45 関東抗争勃発（2006年）
- 真・雀鬼10 雀鬼vs黒の雀鬼!悪夢の麻雀勝負（2003年） - クロス連合幹部
- 実録・山陽道やくざ戦争 覇道（2003年）
- 実録・義戦 高松ヤクザ戦争（2003年）全2作
  - 実録・義戦 高松ヤクザ戦争 前編（2003年） - 小松昭
  - 実録・義戦 高松ヤクザ戦争 後編（2003年） - 伊藤正三
- 死刑確定（2003年・2006年） - 三田村
  - 死刑確定II（2003年）
  - 死刑確定III（2003年）
  - 死刑確定IV（2006年）
  - 死刑確定V（2006年）
- 実録・鯨道（2003年）
  - 実録・鯨道12 広島烈侠伝 大西政寛（2003年1月25日） - 美能幸三
  - 実録・鯨道13 広島任侠伝 美能幸三（2003年2月25日） - 主演・美能幸三
- 新・日本の首領（2004年） - 藤木組組員 大畑ジュン
- 甲州プリズン 刑務所 1・2（2005年・2006年）
- ムラマサ（2006年）
  - ムラマサ 七ノ章 大蛇（2006年）
  - ムラマサ 八ノ章 月黄泉（2006年）
  - ムラマサ 九ノ章 星黄泉（2006年）
  - ムラマサ 十ノ章 沓黄泉（2006年）
  - ムラマサ 十一ノ章 伽夢威（2006年）
  - ムラマサ 終ノ章 降臨（2006年）
- 富士の魂（2007年）
- 実録・銀座警察 義侠（2008年） - 港橋一家組員